# Amapalea
Amapalea is een monotypisch geslacht van spinnen uit de  familie van de Trechaleidae.

## Soort
- Amapalea brasiliana Silva & Lise, 2006